# Max Friedländer
Max Jakob Friedländer (Berlín, 5 de junio de 1867 – Ámsterdam, 11 de octubre de 1958), más tarde también Max Julius Friedländer o Max Israel  fue un historiador del arte y un experto artístico, director de museos en Berlín entre 1929 y 1933. 

## Trayectoria
Este berlinés estudió en Múnich, Leipzig y Florencia. Tras concluir sus estudios, regresó a su ciudad donde fue colaborador de una figura capital, Wilhelm von Bode, en los Museos estatales de Berlín. De hecho, la relación fue tan estrecha y tan reconocida que en 1929 sería nombrado él mismo como director. 
Friedländer se mantuvo en ese puesto hasta que, en 1933, la llegada del nazismo le obligó a dimitir. A continuación se refugió en Ámsterdam (era experto en arte neerlandés), ciudad en la que fallecería en 1958.
Fue nombrado "Geheimrat" (consejero) del Imperio Germánico. Hoy se le considera un historiador del arte de referencia.

## Obras
- Meisterwerke der niederländischen Malerei des 15. und 16. Jahrhundert, 1903
- Von Jan van Eyck bis Bruegel, 1916
- Albrecht Dürer, 1923
- Die altniederländische Malerei, 1924-37 (trad. al inglés como "Early Netherlandish painting")
- Echt und unecht, 1929
- Von Kunst und Kennerschaft, 1946
- Essays über die Landschaftsmalerei, 1947
- Early Netherlandish Painting, vol. VII, Leiden y Bruselas, 1972, póstumo.